# Holochelus nocturnus
Holochelus nocturnus är en skalbaggsart som beskrevs av Nonveiller 1958. Holochelus nocturnus ingår i släktet Holochelus och familjen Melolonthidae. Inga underarter finns listade i Catalogue of Life.